# 金剛力士
金剛力士（こんごうりきし、梵: वज्रपाणि、Vajrapāṇi）は、仏教の護法善神（守護神）である天部の一つ。

## 概略
サンスクリットでは「ヴァジュラパーニ」「ヴァジュラダラ（Vajradhara）」といい、「金剛杵（こんごうしょ、仏敵を退散させる武器）を持つもの」を意味する。開口の「阿形（あぎょう）」像と、口を結んだ「吽形（うんぎょう）」像の2体を一対として、寺院の表門などに安置することが多い。寺院の門に配される際には「仁王・二王（におう）」の名で呼ばれる。また、「伐折羅陀羅（ばざらだら）」「跋闍羅波膩（ばじゃらぱに）」「密迹金剛」「金剛手（こんごうしゅ）」「持金剛（じこんごう）」とも呼ばれる。

## 仁王像

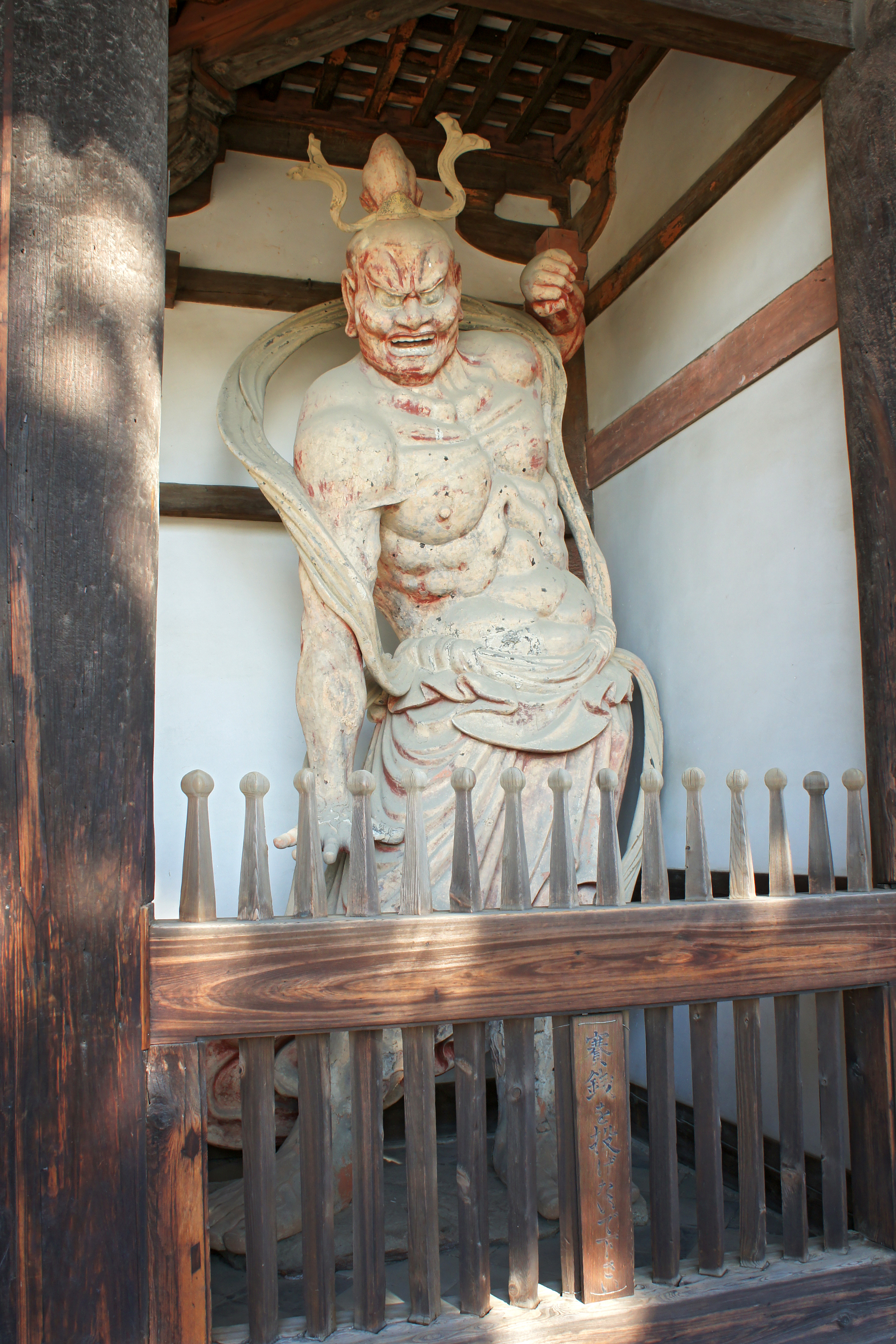
法隆寺中門金剛力士（阿形）

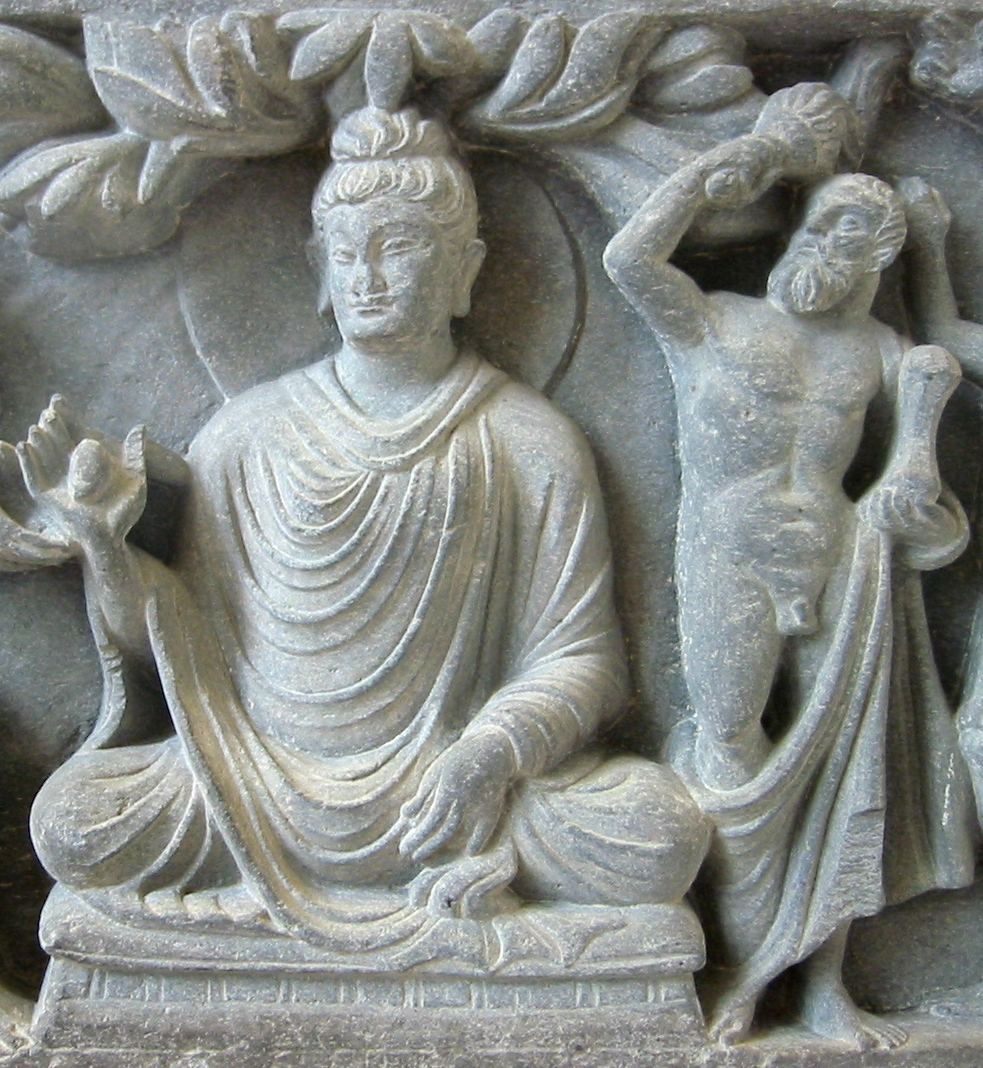
ガンダーラ仏。釈迦如来とヴァジュラパーニだが、ヴァジュラパーニはヘラクレスのような像容で描かれている。

日本では寺院の入口の門の左右に仁王像が立っている仁王門をしばしば見かける。像容は上半身裸形で、筋骨隆々とし、阿形像は怒りの表情を顕わにし、吽形像は怒りを内に秘めた表情に表すものが多い。こうした造形は、寺院内に仏敵が入り込むことを防ぐ守護神としての性格を表している。
仁王像は安置される場所柄、風雨の害を蒙りやすく、中世以前の古像で、良い状態で残っているものはあまり多くない。寺門に安置された仁王像で日本最古のものは法隆寺中門に立つ塑像であるが、後世の補修が甚だしく、吽形像の体部はほとんど木造の後補に変わっている。なお、仁王像は仏堂内部に安置されることもある。奈良・興福寺の仁王像（鎌倉時代、国宝）は旧・西金堂堂内に安置されていたもので、当初から堂内安置用に造られたため、像高は小ぶりである。
仁王像は阿形・吽形の一対として造像するのが原則であるが、これを1体のみで表した、執金剛神（しゅこんごうしん）と呼ばれる像がある。東大寺法華堂（三月堂）の本尊の背後の厨子内に安置された塑造執金剛神立像（国宝）がその例で、形勢や表情は一般の仁王像と似ているが、裸形でなく甲冑を着けている点が異なる。東大寺法華堂にはこれとは別に一対の仁王像があり、阿形像が「金剛力士」、吽形像が「密迹力士」（みっしゃくりきし）と呼ばれている。これも着甲像である。
千手観音の眷属である二十八部衆の中にも仁王像があるが、この場合、阿形像は「那羅延堅固」（ならえんけんご）、吽形像は「密迹金剛士」（みっしゃくこんごうし）と呼ばれる。
現存する大作としては建仁3年（1203）造立の東大寺南大門金剛力士（仁王）像が有名である。造高8メートルに及ぶこれらの巨像は、平成の解体修理の結果、像内納入文書から運慶、快慶、定覚、湛慶（運慶の子）が小仏師多数を率いておよそ2か月で造立したものであることがあらためて裏付けられ、運慶が制作の総指揮にあたったものと考えられている。
また、スポーツ用品メーカーのアシックスが、陸上競技および長距離種目のマラソン・駅伝用ブランド「GONA」にデザインとして採用していた時期がある。
金剛力士像（仁王像）の像容の起源について、紀元前4世紀のアレクサンドロス大王の東征によって中央アジア（ガンダーラ）にギリシア文化が持ち込まれ、ヘラクレスの像容が金剛力士の像容に影響を与えたという説もある。

## 金剛力士が安置されている主な社寺
- 府南寺（三重県鈴鹿市）
- 最勝院（青森県弘前市）弘前市指定文化財
- 円覚寺（青森県西津軽郡深浦町）
- 恐山菩提寺（青森県むつ市）
- 常堅寺（岩手県遠野市）遠野市指定文化財
- 天徳寺（秋田県秋田市）秋田市指定文化財
- 西方寺（宮城県仙台市）
- 立石寺（山形県山形市）
- 恵隆寺（福島県河沼郡会津坂下町）会津坂上町指定重要文化財
- 陽林寺(福島県福島市)

- 萬満寺（千葉県松戸市）
- 観音教寺（千葉県山武郡芝山町） - "芝山仁王尊"として知られる。
- 浅草寺（東京都台東区）
- 観音寺（東京都世田谷区）
- 本門寺（東京都大田区）
- 總持寺（神奈川県横浜市鶴見区）
- 宝鏡寺（山梨県大月市）
- 久遠寺（山梨県南巨摩郡身延町）
- 善光寺（長野県長野市）
- 若沢寺（廃寺＝長野県松本市波田） - 1974年1月県宝指定
- 鳳来寺（愛知県新城市）
- 財賀寺（愛知県豊川市） - 仁王門の2躯は重要文化財
- 観音寺（愛知県名古屋市）-荒子観音。仁王門の2駆は円空作
- 円福寺（愛知県春日井市）
- 願成寺（岐阜県岐阜市）
- 円鏡寺（岐阜県本巣郡北方町）
- 華厳寺（岐阜県揖斐郡揖斐川町）
- 乙宝寺（新潟県胎内市）
- 蓮華峰寺（新潟県佐渡市）
- 瑞龍寺（富山県高岡市）
- 千光寺（富山県砺波市）
- 妙成寺（石川県羽咋市）
- 那谷寺（石川県小松市）
- 明通寺（福井県小浜市）
- 若狭神宮寺（福井県小浜市）
- 中山寺（福井県高浜町） - 山門の2躯は重要文化財
- 園城寺（滋賀県大津市）
- 石山寺（滋賀県大津市）
- 西明寺（滋賀県甲良町）
- 広隆寺（京都府京都市）
- 勝持寺（京都府京都市）
- 善峯寺（京都府京都市）
- 万寿寺（京都府京都市）
- 愛宕念仏寺（京都府京都市）
- 仁和寺　(京都府京都市)
- 円隆寺（京都府舞鶴市）
- 金剛院（京都府舞鶴市）
- 多禰寺（京都府舞鶴市） - 山門の2躯は重要文化財
- 四天王寺（大阪府大阪市）
- 叡福寺（大阪府太子町）
- 東大寺（奈良県奈良市） - 南大門の2躯および法華堂の2躯は国宝
- 興福寺（奈良県奈良市） - 国宝館・旧西金堂の2躯は国宝
- 法隆寺（奈良県生駒郡斑鳩町） - 中門の2躯は重要文化財
- 長谷寺（奈良県桜井市）
- 室生寺（奈良県宇陀市）
- 金峯山寺（奈良県吉野町）
- 高野山（和歌山県伊都郡高野町） - 大門の2躯は重要文化財
- 根来寺（和歌山県岩出市）
- 長保寺（和歌山県海南市）
- 粉河寺（和歌山県紀の川市）
- 如意寺（兵庫県神戸市）
- 伽耶院（兵庫県三木市）
- 摩尼寺（鳥取県鳥取市）
- 長谷寺（鳥取県倉吉市）
- 金山寺（岡山県岡山市）
- 真光寺（岡山県備前市）
- 西國寺（広島県尾道市）
- 阿弥陀寺（山口県防府市）
- 太龍寺（徳島県阿南市）
- 霊山寺（徳島県鳴門市）
- 善通寺（香川県善通寺市）
- 金剛禅総本山少林寺（香川県多度津町）
- 志度寺（香川県さぬき市）
- 石手寺（愛媛県松山市）
- 観自在寺（愛媛県愛南町）
- 竹林寺（高知県高知市）
- 清瀧寺（高知県土佐市）
- 如法寺（福岡県豊前市）
- 両子寺（大分県国東市）
- 感応寺（鹿児島県出水市） - 石像4躯
- 桃林寺（沖縄県石垣市）
- 今村神社（群馬県伊勢崎市）
- 東光寺（群馬県邑楽郡千代田町）
- 正源寺（埼玉県川口市新郷地区）
- 西福寺（埼玉県川口市西立野）
- 金剛院（埼玉県さいたま市）
- 西新井大師（東京都足立区）

## 関連文献
- 一坂太郎『仁王　知られざる仏像の魅力』中公新書2009年
- 『金剛力士』小川光三 写真＜魅惑の仏像13＞毎日新聞社1987年、1995年